# هومسرو
هومسرو (انگلیسی: Homeserve) شرکت املاک بریتانیایی است، که در سال ۱۹۹۳ تأسیس شد.